# وی آر هارلوت
وی آر هارلوت یا هارلوت یک گروه راک آمریکایی است که در سال ۲۰۱۱ توسط دنی ورسناپ خواننده سابق گروه اسکینگ الکزندریا و جف جرج گیتاریست سابق سباستین بچ تشکیل شد. اعضای دیگر گروه برایان آگرا از گروه سیلورتاید و برایان ویوِر هستند. اولین سینگل آنها به اسم "Denial" در سال ۲۰۱۴ منتشر شد.

## اعضای گروه
- دنی ورسناپ - خواننده
- جف جرج - گیتار
- برونو آگرا - درامز
- برایان ویوِر - گیتار بیس

## دیسکوگرافی

### آلبوم‌ها
| عنوان        | جزئیات                                                                                |
| ------------ | ------------------------------------------------------------------------------------- |
| وی آر هارلوت | - تاریخ انتشار: ۳۰ مارچ، ۲۰۱۵ - ناشر: رودرانر رکوردز - فرمت‌ها: سی دی، دانلود دیجیتالی |

### تک‌آهنگ‌ها
| عنوان            | سال  | چارت‌ها | آلبوم        |
| عنوان            | سال  | آمریکا | آلبوم        |
| ---------------- | ---- | ------ | ------------ |
| Denial           | ۲۰۱۴ | —      | وی آر هارلوت |
| Dancing On Nails | ۲۰۱۵ | ۳۸     | وی آر هارلوت |

### موزیک ویدئوها
| عنوان            | سال  | آلبوم        | کارگردان |
| ---------------- | ---- | ------------ | -------- |
| Dancing On Nails | ۲۰۱۵ | وی آر هارلوت | ناشناس   |